# Giá trị tài sản ròng
Giá trị tài sản ròng là giá trị của tất cả tài sản tài chính và phi tài chính do cá nhân hoặc cơ quan sở hữu trừ đi giá trị của tất cả các khoản nợ chưa thanh toán. Do tổng tài sản tài chính trừ đi các khoản nợ phải trả bằng với tổng tài sản tài chính thực, nên giá trị tài sản ròng có thể được biểu thị thích hợp là tổng tài sản phi tài chính cộng thêm tổng tài sản tài chính thực. Nó có thể áp dụng với các cá nhân, cơ quan, chính quyền hoặc các thành phần kinh tế như khối các tập đoàn tài chính, hoặc áp dụng với toàn bộ các quốc gia trên thế giới.